# Gabriel Correa
Carlos Gabriel Correa Viana (né le 13 janvier 1968) est un footballeur uruguayen reconverti entraîneur.